# Sarracenia readii
Sarracenia readii är en flugtrumpetväxtart som beskrevs av S. Bell. Sarracenia readii ingår i släktet flugtrumpeter, och familjen flugtrumpetväxter. Inga underarter finns listade i Catalogue of Life.